# Єжув (Бжезінський повіт)
Єжув (пол. Jeżów) — місто в Польщі, у гміні Єжув Бжезінського повіту Лодзинського воєводства. Населення — 1278 осіб (2022).
Засновано у ХІІ столітті. Єжув набув статусу міста 1334 року. Втратило статус міста 31 травня 1870 року і увійшло до гміні Попєнь як місце розташування її органів управління. 21 вересня 1953 року гміна здобула сучасну назву. У 1954-1972 - центр громади Єжув. 1973 року повновлено у складі гміни Єжув. У 1975-1998 роках село належало до Скерневицького воєводства.
29 грудня 2021 року рада гміни ухвалило ухвалу щодо надання Єжуву статусу міста. У лютому 2022 року мешканці взяли участь у опитуванні. 25 березня 2022 року рада гміни ухвалила здійснити подання щодо надання Єжуву статусу міста. Це було підтримано Радою Міністрів.
1 січня 2023 року набуло статусу міста.

## Пам'ятки
- Кляштор бенедиктинців, 16-20 ст. (костел Св. Йосипа, костел Св. Андрія, дзвіниця)
- Костел Св. Леонарда, дерев'яний, 2-а пол. 17 ст.
- Каплиця (мавзолей), 1884
- 5 будинків 19 ст. на вулицях 1 Травня, Равській, Шкільній